# آنا كريستينا من زولتسباخ
آنا كريستينا من زولتسباخ (بالألمانية: Anna Christine Luise von Pfalz-Sulzbach)‏ (و. 1704 – 1723 م) هي أرستقراطية ألمانية، ولدت في زولتسباخ-روزنبرغ، توفيت في تورينو، عن عمر يناهز 19 عاماً، بسبب اضطراب النفاس.